# Nikita Lastochkin
Nikita Lastochkin (Russisch: Никита Ласточкин) (Moskou, 5 mei 1990) is een Russisch autocoureur.

## Carrière
Lastochkin verhuisde op zestienjarige leeftijd van Rusland naar Los Angeles. Hij begon zijn autosportcarrière relatief laat; pas op 22-jarige leeftijd maakte hij in 2013 zijn debuut in de SBF2000 Winter Series en eindigde op plaats 23 in het klassement. In de winter van 2013-2014 reed hij opnieuw in deze klasse en werd hij achter Keyvan Andres Soori tweede met zeven overwinningen uit achttien races. In 2014 werd hij kampioen in de Pacific Formula F1600 en eindigde hij als derde in de SBF2000 Summer Series. Dat jaar reed hij eveneens voor het Team Pelfrey in de F1600 Championship Series en behaalde podiumplaatsen op de Virginia International Raceway en de Mid-Ohio Sports Car Course, waardoor hij met 360 punten zesde werd in de eindstand.
In 2015 debuteerde Lastochkin in de U.S. F2000 voor Pelfrey. Voorafgaand aan het officiële seizoen nam hij ook deel aan het winterkampioenschap van deze klasse, waarin hij negende werd met 66 punten. In het hoofdkampioenschap behaalde hij met een vijfde plaats in de seizoensfinale op Laguna Seca zijn beste klassering en werd zo met 193 punten zevende in de eindstand. In 2016 stapte hij binnen de klasse over naar het team Cape Motorsports / Wayne Taylor Racing en behaalde hij zijn beste klassering op het Barber Motorsports Park met opnieuw een vijfde plaats. Met 183 punten zakte hij naar de achtste plaats in het eindklassement.
In 2017 begon Lastochkin het seizoen in de Nieuw-Zeelandse Toyota Racing Series, waarin hij reed voor het team Victory Motor Racing. Hij wist echter weinig indruk te maken en een tiende plaats op het Hampton Downs Motorsport Park was zijn beste klassering. Met 263 punten eindigde hij op de achttiende plaats in het kampioenschap. Aansluitend stapte hij over naar het Pro Mazda Championship, waarin hij terugkeerde bij het Team Pelfrey. Hij behaalde twee podiumplaatsen op Road America en werd met 203 punten vijfde in de eindstand.
In 2018 bleef Lastochkin actief in de Pro Mazda, maar stapte hij over naar Cape Motorsports. Hij wist de stijgende lijn van het voorgaande seizoen niet voort te zetten en kwam niet op het podium terecht; een vierde plaats op het Stratencircuit Toronto was zijn beste race-uitslag. Met 209 punten zakte hij naar de negende plaats in het kampioenschap. In 2019 veranderde het kampioenschap van naam naar het Indy Pro 2000 Championship, waarin Lastochkin de overstap maakte naar Exclusive Autosport. Ditmaal behaalde hij twee vierde plaatsen op de Indianapolis Motor Speedway en de Mid-Ohio Sports Car Course als beste klasseringen. Met 237 punten verbeterde hij zichzelf naar de zesde plaats in de eindstand.
In 2020 maakt Lastochkin de overstap naar de bovenliggende Indy Lights, waarin hij zijn samenwerking met Exclusive Autosport voortzet.